# Generalöverste
Generalöverste är en generalsrang som har förekommit i olika krigsmakter.

## Sovjetunionen och Ryska federationen
Graden generalöverste, генерал-полковник, infördes i Röda armén 1940, som ersättning för den sedan 1935 befintliga graden "Armékommendör av andra rangen" vilken i sin tur ersatte funktionsbenämningen "Militärområdeskommendör".
Den ryska federationens stridskrafter har övertagit graden generalöverste från Sovjetarmén. Förutom som militär grad används även graden generalöverste som speciell tjänstegrad i den ryska federationens inrikesministerium, polisen, tullverket och kriminalpolisen.

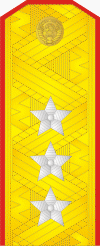
Gradbeteckning för generalöverste i Röda armén modell 1943.
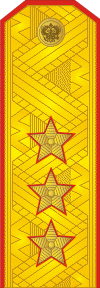
Gradbeteckning till paraduniform för generalöverste i den ryska federationens stridskrafter.
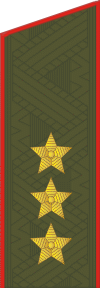
Gradbeteckning till fältuniform för generalöverste i den ryska federationens stridskrafter.
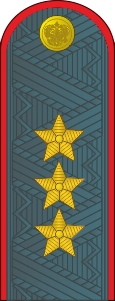
Gradbeteckning för generalöverste vid den ryska polisen.

## Tyskland
Generaloberst var den näst högsta rangen, under generalfältmarskalk, inom den preussiska armén, den kejserliga armén,  Reichswehr och Wehrmacht. Motsvarande grad i SS var Oberstgruppenführer. I DDR var generalöverste en tjänstegrad i Nationale Volksarmee, Stasi och inrikesministeriet.

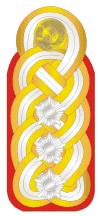
Gradbeteckning för generalöverste i Nationale Volksarmee.

## Ungern
Generalöverste, Vezérezredes, ersatte 1941 graden general som högsta generalsgrad under fältmarskalk. I den ungerska folkarmén var generalöverste näst högsta generalsgrad under armégeneral. I den post-kommunistiska ungerska armén är generalöverste den högsta (fyrstjärniga) generalsgraden.  

## Österrike-Ungern
Graden generalöverste (ungerska: Vezérezredes) infördes i Österrike-Ungerns armé 1915.

Gradbeteckning för generalöverste i Österrike-Ungerns armé.